# Provinz Angaraes
Die Provinz Angaraes ist eine von sieben Provinzen der Region Huancavelica im Südwesten von Peru. Die Provinz hat eine Fläche von 1959 km². Beim Zensus 2017 wurden 52.227 Einwohner gezählt. Im Jahr 1993 lag die Einwohnerzahl bei 43.060, im Jahr 2007 bei 55.704. Die Provinzverwaltung befindet sich in der Kleinstadt Lircay.

## Geographische Lage
Die Provinz Angaraes liegt etwa 270 km südöstlich der Landeshauptstadt Lima. Sie erstreckt sich über das Andenhochland westlich der peruanischen Zentralkordillere. Der Río Cachi (auch Río Huarpa) verläuft entlang der östlichen Provinzgrenze. Dessen linker Nebenfluss Río Urubamba durchquert die Provinz in überwiegend östlicher Richtung.
Die Provinz Angaraes grenzt im Nordwesten an die Provinz Huancavelica, im Norden an die Provinz Acobamba, im Osten an die Region Ayacucho sowie im Südwesten an die Provinz Huaytará.

## Verwaltungsgliederung
Die Provinz Angaraes gliedert sich in zwölf Distrikte (Distritos). Der Distrikt Lircay ist Sitz der Provinzverwaltung.
| Distrikt                 | Verwaltungssitz     |
| ------------------------ | ------------------- |
| Anchonga                 | Anchonga            |
| Callanmarca              | Callanmarca         |
| Ccochaccasa              | Ccochaccasa         |
| Chincho                  | Chincho             |
| Congalla                 | Congalla            |
| Huanca-Huanca            | Huanca Huanca       |
| Huayllay Grande          | Huayllay Grande     |
| Julcamarca               | Julcamarca          |
| Lircay                   | Lircay              |
| San Antonio de Antaparco | Antaparco           |
| Santo Tomás de Pata      | Santo Tomás de Pata |
| Secclla                  | Secclla             |